# Liste de musées en Suisse
En 2015, la Suisse comptait 1 111 musées, qui ont totalisé 12,1 millions d'entrées cette année-là. Un tiers sont des établissements régionaux ou locaux. 71,4% se trouvent en Suisse alémanique, 20,3 % en Suisse romande et 8,3 % en Suisse italienne. Entre 1998 et 2015, il y a eu une augmentation de 200 musées, et leur nombre était trois fois moins important en 1950.

## Liste
| Localité            | Musées |  |
|                     | Canton d'Appenzell Rhodes-Intérieures |  |
|                     | |  |
| Appenzell           | Kunsthalle Ziegelhütte, Museum Liner |  |
|                     | |  |
|                     | Canton d'Argovie |  |
|                     | |  |
| Aarau               | Musée des Beaux-Arts d'Argovie |  |
|                     | Canton de Bâle-Campagne |  |
|                     | |  |
| Langenbruck         | Stiftung Sculpture at Schoenthal, im Kloster Schönthal |  |
| Münchenstein        | Musée du moulin de Brüglingen |  |
|                     | Canton de Bâle-Ville |  |
|                     | |  |
| Bâle Musées de Bâle | Kunstmuseum (Bâle), Fondation Beyeler, Musée Tinguely, Musée d'Art contemporain, Kunsthalle Basel, Musée d'histoire naturelle de Bâle |  |
|                     | Canton de Berne |  |
|                     | |  |
| Berne               | Centre Paul Klee, Creaviva, Kunsthalle de Berne, Kunstmuseum (Berne), Musée de la communication de Berne, Musée d'histoire naturelle de Berne |  |
| Bienne              | Centre PasquArt Bienne, NMB Nouveau Musée Bienne |  |
| Berthoud            | Museum Franz Gertsch |  |
| Brienzwiler         | Musée suisse de l'habitat rural |  |
| Studen              | Fondation Saner |  |
|                     | Canton de Fribourg |  |
|                     | |  |
| Chiètres            | Papiliorama |  |
| Bulle               | Musée gruérien |  |
| Estavayer-le-Lac    | Musée d'Estavayer-le-Lac et ses grenouilles |  |
| Fribourg            | Musée d'art et d'histoire de Fribourg, Espace Jean-Tinguely–Niki-de-Saint-Phalle, Fri Art, Musée d'histoire naturelle de Fribourg |  |
| Val-de-Charmey      | Musée de Charmey |  |
| Vallon              | Musée romain de Vallon |  |
|                     | Canton de Genève |  |
|                     | |  |
| Cologny             | Fondation Martin Bodmer |  |
| Genève              | Collection Baur, musée des arts d'Extrême-Orient, Institut et musée Voltaire, Maison Tavel, Musée d'art moderne et contemporain (Mamco), Musée Ariana, Musée d'art moderne: Petit Palais, Musée d'art et d'histoire, Musée Barbier Müller, Musée de Carouge, Musée d'ethnographie de la ville de Genève, Muséum d'histoire naturelle, Musée d'histoire des sciences, Musée international de la Croix-Rouge et du Croissant-Rouge, Musée international de la Réforme, Musée Rath, Site archéologique de la cathédrale, Centre d'art contemporain, Musée Patek Philippe |  |
| Pregny-Chambésy     | Musée des Suisses à l'étranger, Musée militaire genevois, Musée d'Art Chrétien, Musée de la Fondation Heim |  |
|                     | Canton des Grisons |  |
|                     | |  |
| Coire               | Musée grison des Beaux-Arts, musée de la nature des Grisons |  |
| Davos               | Kirchner Museum |  |
| Jenins              | Musée Greisinger |  |
|                     | Canton du Jura |  |
|                     | |  |
| Delémont            | Musée jurassien d'art et d'histoire |  |
| Develier            | Musée Chappuis-Fähndrich |  |
| La Caquerelle       | Musée du Mont-Repais |  |
| Les Genevez         | Musée rural jurassien |  |
| Muriaux             | Musée de l'automobile |  |
| Porrentruy          | Musée jurassien des beaux-arts, Musée jurassien des sciences naturelles, Musée de l'Hôtel-Dieu |  |
|                     | Canton de Lucerne |  |
|                     | |  |
| Lucerne             | Kunstmuseum Luzern, Musée Collection Rosengart, Picasso Museum Luzern, Musée suisse des transports |  |
|                     | Canton de Neuchâtel |  |
|                     | |  |
| Boudry              | Musée de l'Areuse |  |
| La Chaux-de-Fonds   | Musée Marguerite, Musée d'histoire naturelle, Musée des Beaux-Arts de La Chaux-de-Fonds, Musée international d'horlogerie, Musée des civilisations de l'Islam, Musée paysan et artisanal, Musée d'histoire, Zoo du Bois du Petit-Château |  |
| La Neuveville       | Musée d'histoire de La Neuveville |  |
| Le Locle            | Musée des beaux-arts, Musée d'horlogerie du Locle - Château des Monts, Fondation des Moulins souterrains du Col des Roches |  |
| Neuchâtel           | Musée d'art et d'histoire, Muséum d'histoire naturelle, Musée d'ethnographie de Neuchâtel, Centre Dürrenmatt Neuchâtel, Laténium, Bibliothèque publique et universitaire |  |
|                     | Canton de Nidwald |  |
|                     | |  |
| Hergiswil           | Musée de la verrerie Glasi Hergiswil |  |
|                     | Canton de Schaffhouse |  |
|                     | |  |
| Schaffhouse         | Hallen für Neue Kunst |  |
|                     | Canton de Saint-Gall |  |
|                     | |  |
| Saint-Gall          | Kunsthalle St. Gallen, Kunstmuseum St. Gallen, Museum im Lagerhaus |  |
|                     | Canton de Schaffhouse |  |
|                     | |  |
| Schaffhouse         | Hallen für Neue Kunst |  |
|                     | Canton de Schwytz |  |
|                     | |  |
| Schwytz             | Domaine Ital Reding, Forum de l'histoire suisse, Musée des chartes fédérales |  |
|                     | Canton de Soleure |  |
|                     | |  |
| Granges             | Kunsthaus de Granges, Museum Rath |  |
| Soleure             | Kunstmuseum Solothurn |  |
|                     | Canton du Tessin |  |
|                     | |  |
| Ascona              | Museo communale d'arte moderna Ascona |  |
| Lugano              | Museo d'arte moderna, Museo delle culture extraeuropee, Museo d'arte della Svizzera italiana |  |
|                     | Canton de Thurgovie |  |
|                     | |  |
| Frauenfeld          | Musée d'archéologie de Thurgovie |  |
|                     | Canton du Valais |  |
|                     | |  |
| Martigny            | Fondation Pierre Gianadda |  |
| Saint-Maurice       | Musée militaire cantonal |  |
| Sion                | Musée de la nature du Valais |  |
|                     | Canton de Vaud |  |
|                     | |  |
| Avenches            | Musée romain d'Avenches |  |
| Corsier-sur-Vevey   | Chaplin's World, consacré à Charlie Chaplin |  |
| Prangins            | Musée national suisse - château de Prangins |  |
| La Sarraz           | Musée suisse du cheval |  |
| La Tour-de-Peilz    | Musée suisse du Jeu |  |
| Lausanne            | Collection de l'art brut, Musée cantonal des beaux-arts de Lausanne, Musée de l'Élysée, Musée olympique, Fondation de l'Hermitage, Musée cantonal de géologie, Musée cantonal de zoologie de Lausanne, Musée d'archéologie et d'histoire, Musée romain de Lausanne-Vidy, Musée de la main, Musée Bolo |  |
| Montreux            | Musée du Vieux-Montreux |  |
| Nyon                | Musée du Léman, Musée romain de Nyon |  |
| Territet-Montreux   | Musée national suisse de l'audiovisuel, Le Nouveau Musée Ruzo, Musée de la calèche |  |
| Vevey               | Musée Jenisch, Musée suisse de l'appareil photographique |  |
| Yverdon-les-Bains   | Maison d'Ailleurs, Musée d'Yverdon et région, Musée de la mode |  |
|                     | Canton de Zoug |  |
|                     | |  |
| Zoug                | Kunsthaus Zug |  |
|                     | Canton de Zurich |  |
|                     | |  |
| Winterthour         | Fotomuseum, Musée des Beaux-Arts de Winterthour, Museum Oskar Reinhart «am Stadtgarten» |  |
| Zurich              | FIFA World Football Museum, Haus Konstruktiv, Kunsthaus de Zurich, Musée d'histoire de la médecine de Zurich, Migros Museum für Gegenwartskunst, Musée national suisse |  |